# Plumbata
Plumbata (en plural plumbatae) o martiobarbuli eren dards amb plom que portaven els soldats d'infanteria a l'Antiguitat i l'Edat Mitjana.

## Descripció
Com es pot comprovar després de llegir el text de Vegetius, la plumbata semblava designar una categoria d'armes llencívoles les representants de les quals tenien el punt comú de ser de mida reduïda, de 30 a 70 centímetres de llarg, i d'estar equipades el famós plom esfèric fixat al canó de l'arma, més o menys a prop de la punta d'aquesta segons el model. Aquest dard estava dotat d'una cua que es pot suposar que estava composta d'aletes de fusta o de cuir. La plumbata, és a dir, el «dard de plom», era, doncs, una mena de gran dard.

## Història
Els primers exemples sembla que els van portar els antics grecs a partir de l'any 500 aC, però els usuaris més coneguts van ser els exèrcits romans tardans i els romans d'Orient. La font escrita més antiga i millor d'aquestes armes fa referència a un període al voltant del 300, tot i que el document es va redactar al voltant del 390-450.
| «                                | No s'ha d'ometre l'exercici de les javelines amb plom, anomenades martiobarbuli. Antigament teníem dues legions a Il·líria, formades per sis mil homes cadascuna, que per la seva extraordinària destresa i habilitat en l'ús d'aquestes armes es distingien amb la mateixa denominació. Van suportar durant molt de temps el pes de totes les guerres i es van distingir tan notablement que els emperadors Dioclecià i Maximià en el seu ascens els van honrar amb els títols de Jovians i herculans i els van preferir abans que totes les altres legions. Cada soldat porta cinc d'aquestes javelines al buit del seu escut. I així els soldats legionaris semblen ocupar el lloc dels arquers, perquè fereixen tant els homes com els cavalls de l'enemic abans que arribin a l'abast de les armes llancívoles comunes. | » |
| — Vegetius. De re militari, 1.17 | |   |

Una segona font, també de finals del segle iv, és un tractat anònim titulat De rebus bellicis (Sobre les coses de les guerres), que tracta breument (fins ara arqueològicament no documentat) les plumbatae amb puntes (plumbata tribolata), però que també és l'única font que mostra una imatge del que semblava ser una plumbata. La imatge mostra el que sembla una fletxa curta amb un pes unit a l'eix. Tot i que només existeixen còpies posteriors del manuscrit original, això queda confirmat per les restes que fins ara han aparegut al registre arqueològic.
Una tercera font és el Strategicon de finals del segle vi, escrit per l'emperador romà d'Orient Maurici, que va escriure sobre el martzobarboulon, una corrupció del seu nom llatí martiobarbulum.

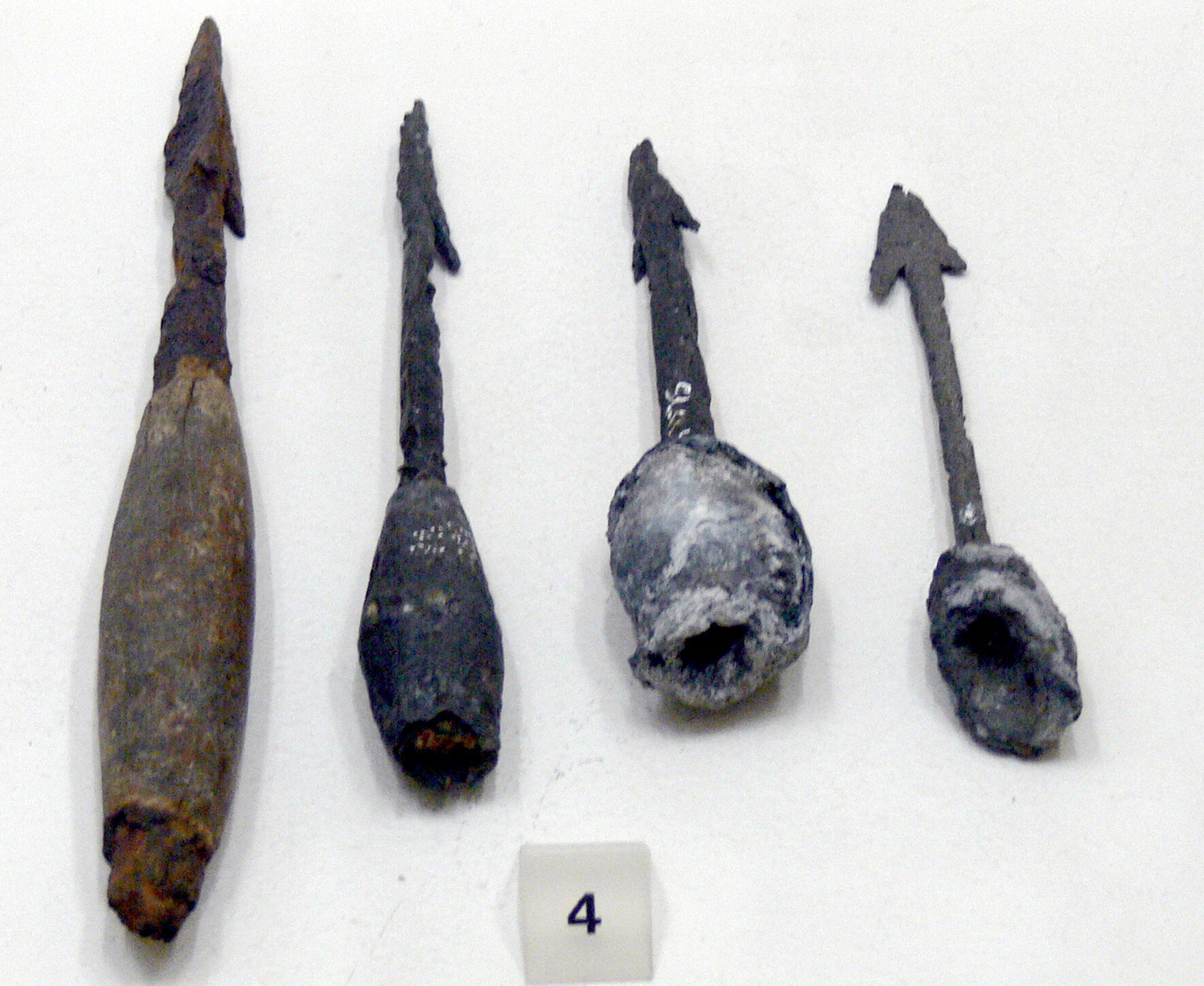
Quatre caps de plumbatae del segle iv o v, trobats a Enns, Àustria. La part de fusta no s'ha conservat
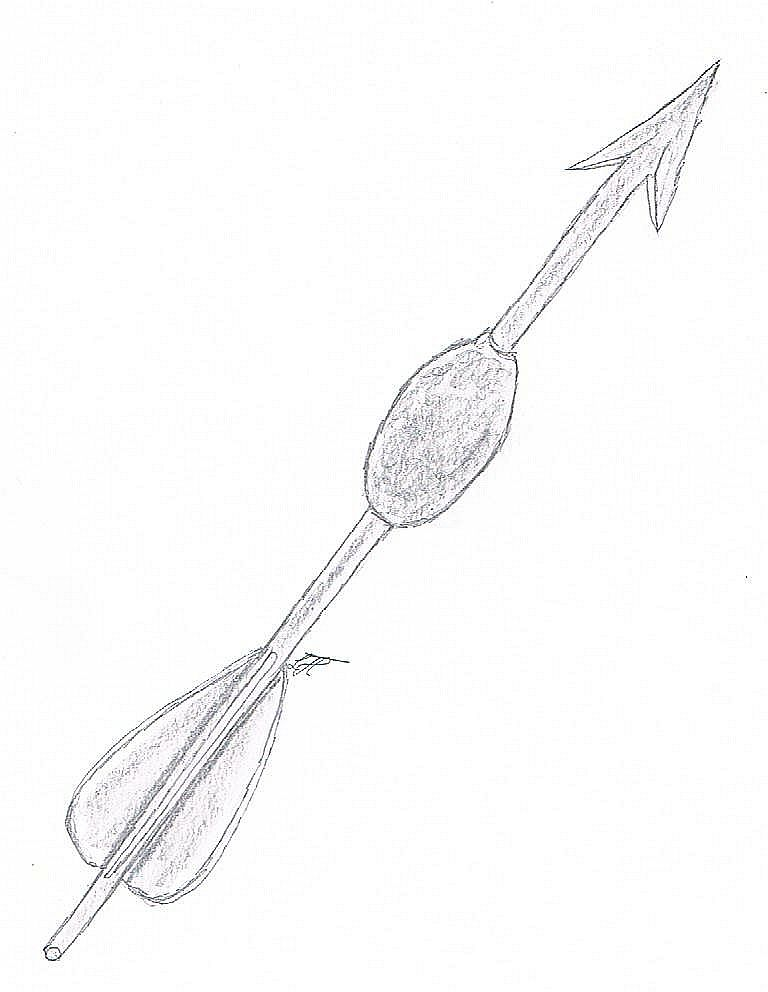
Reconstrucció d'una plumbata

La paraula plumbata conté etimològicament plumbum (plom en llatí), i es pot traduir com «dard ponderat amb plom». «Martiobarbuli» en aquesta traducció és «mattiobarbuli» en llatí, que probablement és una assimilació de «Martio-barbuli» (petites barbes de Mart). La punta era un pél de la barba i Mart era el déu de la guerra (entre altres coses).
L'arqueologia dóna una imatge més clara de martiobarbuli. La referència enumerada té una il·lustració d'una troballa de Wroxeter identificada com la punta d'una plumbata i una reconstrucció de l'arma completa: un dard en forma de fletxa amb un cap de ferro pesat amb plom. La reconstrucció sembla totalment coherent amb la descripció de Vegetius.
Els dards de guerra també es van utilitzar a Europa més tard, a l'Edat Mitjana.

## Evidències històriques
Sembla que aquesta arma citada per Modest en una obra dedicada a l'emperador Tàcit (275-276) va entrar en ús durant el segle iii. De fet, fins ara, cap rastre arqueològic ha permès establir l'aparició i l'ús de la plumbata més enrere en el temps. S'han descobert puntes de plumbatae amb plomes en jaciments britànics, al Rin, Danubi i Geòrgia, datats al segle iv-v. Les recents excavacions (campanyes 2002-2003) realitzades a les fortificacions d'Epomanduodurum (avui Mandeure, Doubs) van donar lloc al descobriment d'objectes vinculats al domini militar, inclòs un llast de plumbata, segons una identificació gairebé segura.

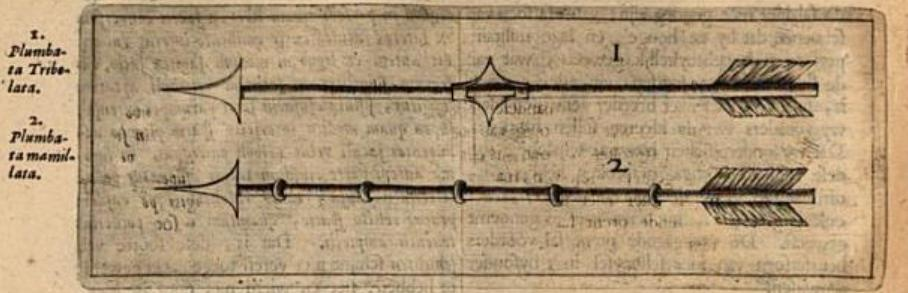
Il·lustració del llibre Der Griken en Romeynen krygs-handel (1675), de Johan van Paffenrode (1618-1673)

Els estudis numismàtics proporcionen informació cronològica sobre el període d'ús de les plumbatae. Així, la representació de l'emperador preparant-se per llançar una plumbata és visible sobre els denaris de Probe (276-282) encunyats els anys 279 i 281, després sobre els aureus de Maximià Herculi, emesos els anys 290-292. En una variant de figuració monetària, existent per als aureliani de Probe, els aurei de Dioclecià i Maximià Hèrculi, els nummi de Maximí Daia i Constantí I (emès el 306/307), l'emperador en bust sosté una llança a la mà dreta, un escut al braç esquerre, i sosté en reserva al buit del seu escut dues plumbatae. Es va descobrir una moneda de Maxenci amb plumbatae com a còpia única (unicum). Va ser creat a Roma l'any 310-311, la qual cosa dóna l'últim testimoni conegut de l'ús d'aquesta arma.